# Cratere Airy (Luna)
Airy è un cratere lunare situato nell'emisfero sud del satellite, intitolato all'astronomo britannico George Biddell Airy; è il più meridionale di una catena di crateri che prosegue verso nord con il cratere Vogel ed il cratere Argelander. Poco più a sud si trova il cratere Donati.

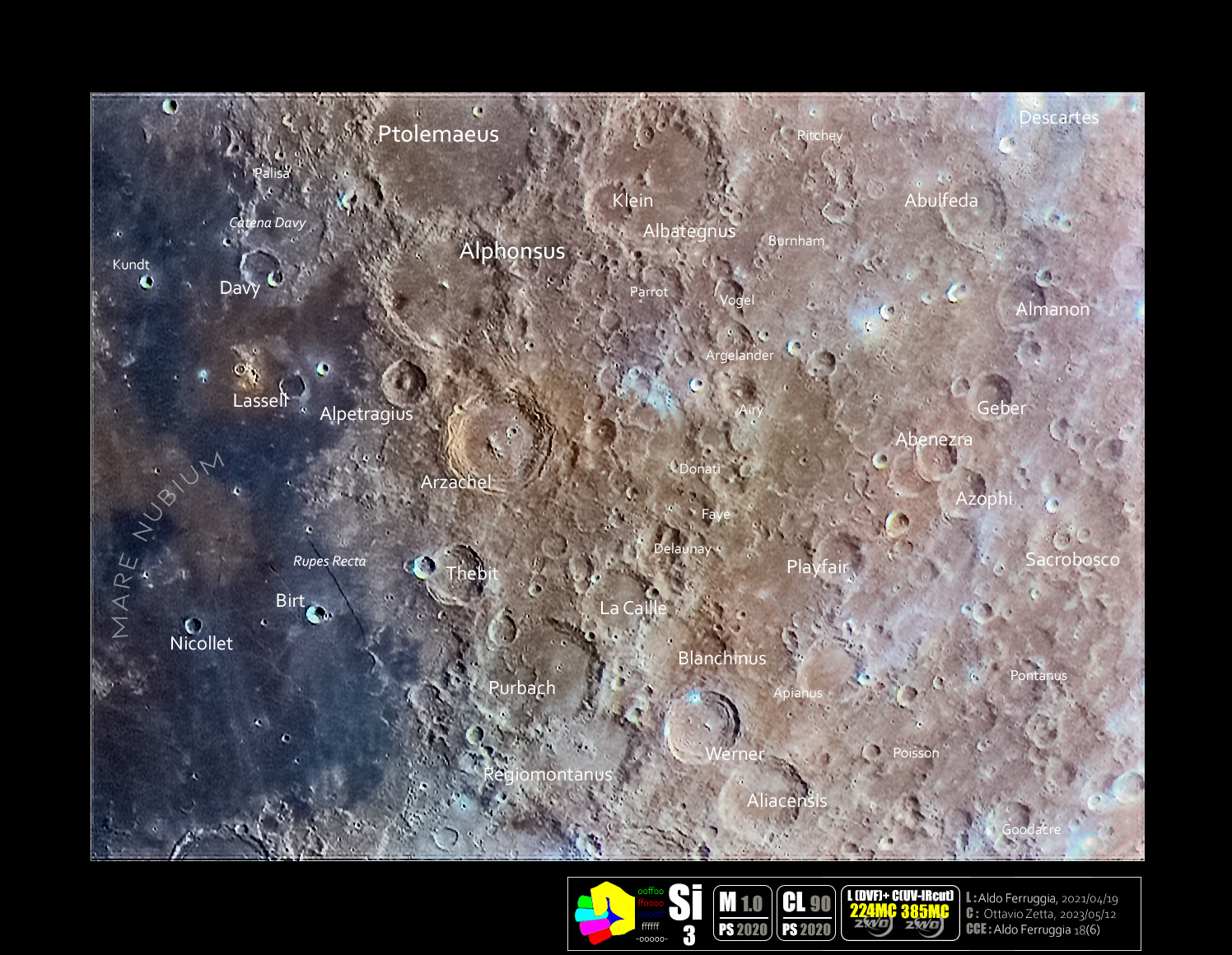
Il cratere con le strutture vicine in una Immagine Selenocromatica(Si)

Il perimetro di Airy è poligonale e si interrompe parzialmente verso nord e verso sud; il fondo è irregolare; è presente un rilievo centrale.

## Crateri correlati
Alcuni crateri minori situati in prossimità di Airy sono convenzionalmente identificati, sulle mappe lunari, attraverso una lettera associata al nome.
| Airy | Coordinate            | Diametro (in km) |
| ---- | --------------------- | ---------------- |
| A    | 17°03′00″S 7°38′24″E  | 12,19            |
| B    | 17°40′12″S 8°27′36″E  | 27,26            |
| C    | 19°15′00″S 4°46′12″E  | 30,49            |
| D    | 18°07′48″S 8°20′24″E  | 6,61             |
| E    | 20°45′S 7°33′E        | 38,04            |
| F    | 18°12′00″S 7°15′36″E  | 4,84             |
| G    | 18°42′00″S 6°57′36″E  | 25,32            |
| H    | 18°44′24″S 5°41′24″E  | 9,31             |
| J    | 19°03′00″S 6°04′48″E  | 3,93             |
| L    | 20°28′12″S 7°32′24″E  | 6,02             |
| M    | 19°09′00″S 7°33′36″E  | 0,85             |
| N    | 17°51′00″S 8°10′48″E  | 7,95             |
| O    | 16°45′S 8°21′E        | 4,53             |
| P    | 15°52′48″S 8°21′00″E  | 6,64             |
| R    | 19°36′00″S 8°46′48″E  | 6,34             |
| S    | 17°16′48″S 9°23′24″E  | 5,31             |
| T    | 19°16′12″S 9°22′48″E  | 36,92            |
| V    | 17°30′00″S 9°08′24″E  | 4,43             |
| X    | 18°57′00″S 10°07′12″E | 3,87             |